# Kedungbulus (Prembun)
Kedungbulus is een bestuurslaag in het regentschap Kebumen van de provincie Midden-Java, Indonesië. Kedungbulus telt 957 inwoners (volkstelling 2010).